# صحراء الدويرة
صحراء الدويرة هي منطقة في حوض نهر دويرو شبه خالية ولا تتبع لأي طرف.

## نشوء المنطقة

### حملات أدفونش الكاثوليكي
بعد انخراط الأندلس أواخر عهد الولاة في صراعات عرقية لا تنتهي أبرزها ثورة البربر والصراع بين القيسية واليمنية، ضعفت شوكة المسلمين شمال نهر دويرة بعد أن هلك الكثير منهم بسبب الفتن. فقاد الملك ألفونسو الأول ملك أستورياس سلسلة من الحملات العسكرية في حوض الدويرة، الذي كان يسمى آنذاك الحقول القوطية. ورغم استيلائه على العديد من المدن، إلا أنه ترك المدن والقرى مهجورة، حتى لا يضعف قواته بتزويد كل مدينة بحامية. أُبيد السكان المسلمين. وهكذا داهم ألفونسو الأول كل من مدن ليون وأشتورقة وشنت منكش وأفيلا ووخشمة وسيبولفيدا والعديد من القرى. أدت الزيادة في عدد السكان في قنطبرية، نتيجة وصول المسيحيين، إلى تأسيس قرى جديدة، لتشكيل مستوطنات التي لا نزال نجدها حتى اليوم. كان الهدف من هذا التهجير السكاني هو إعاقة تقدم القوات الإسلامية نحو الشمال. ولكن لم يعاد إعمار تلك الأراضي حتى القرن التاسع، بشكل رئيسي من قبل المسيحيين من أستوريش والمستعربين القادمين من الأندلس.

### المجاعة
أُخلي سكان المنطقة خلال فترة الجفاف والمجاعة (751-756) مما أجبر مسلمي ما وراء الدروب (شمال نهر دويرة) على الهجرة جنوبًا أو إلى المناطق الشرقية. ونتيجة لذلك ظلت أماكن كثيرة مهجورة وخالية من السكان، مما مكن مملكة أستوريش من التوسع دون أي مقاومة. لم يبق بين المسلمين والمسيحيين سوى منطقتي اتصال: حوض إيبرو الأوسط والساحل الكاتالوني. وسرعان ما حصنهم المسيحيون بسلسلة من القلاع، والتي بموجبها حصلوا على أسمائهم - قشتالة (من كلمة كاستيلا ، والتي تعني القلاع باللاتينية ) وكاتالونيا (وفقًا لبعض الإصدارات، أرض القلاع، أو أمراء القلعة).

## أثرها في تاريخ الأندلس

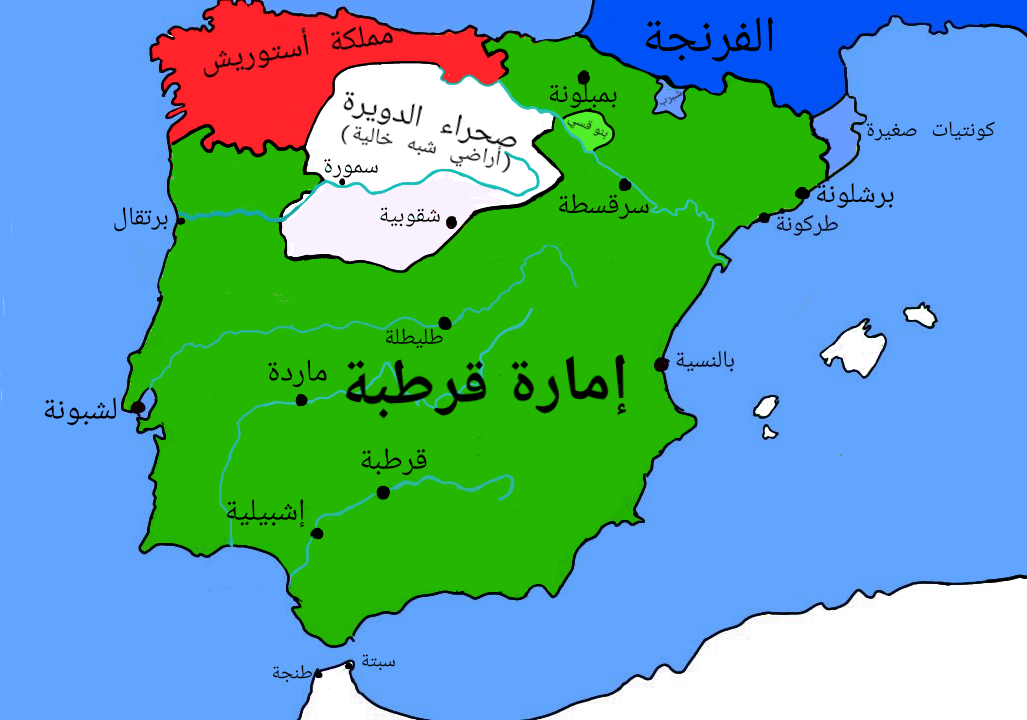
امتداد منطقة صحراء الدويرة في عهد عبد الرحمن الداخل سنة 787 ميلادية

كان إنشاء المنطقة القاحلة في حوض نهري الدويرة والإبرة ذو أهمية أساسية في تاريخ الممالك المسيحية بشما أيبيريا في العصور الوسطى. كانت هذه المنطقة تخدم أغراضًا استراتيجية بشكل رئيسي، لكنها لم يتم إخلاء سكانها بالكامل، كما تبرز بعض المصادر.  إذ على الرغم من انهيار الهياكل الإدارية والاجتماعية فيها، فقد بقيت بعض المجموعات الصغيرة والمتناثرة  متمركزة في القرى والمدن الصغيرة. 
كونت تلك الأراضي العازلة إسبانيتين : الأولى الإسلامية، والتي ضمت تقريبًا جميع المدن المهمة في شبه الجزيرة ورثت اقتصاد القوط الغربيين مع تقاليد حضرية، وأخرى المسيحية في الجبال الأستورية وبعد موت هشام الرضا، امتدت المنطقة المسيحية لتشمل منطقة جبال البرانس كمملكتي نبرة وأراجون التي لا يوجد بها إلا مركز حضري واحد- بمبلونة، التي كانت حتى ذلك الحين جيبًا عسكريًا لقوة القوط الغربيين في بلاد الباسك المعادية. اعتمدت إسبانيا المسيحية، الواقعة في المناطق الجبلية الرطبة في شبه الجزيرة، في الفترة الأولى على اقتصاد محلي فقير للغاية وبدائي. 

## أنظر أيضا
- الأندلس
- سقوط الأندلس